# ㅘ
Cette page contient des caractères spéciaux ou non latins. S’ils s’affichent mal (▯, ?, etc.), consultez la page d’aide Unicode.
ㅘ est un jamo du hangeul, l'alphabet utilisé pour transcrire le coréen. En IPA, il correspond à [wɐ]. 
ㅘ est une combinaison des caractères coréens ㅗ et ㅏ. Il représente une diphtongue avec des tons différents au début et à la fin.

## Prononciation
Lorsqu'il est prononcé seul, ㅘ ou [wɐ] est un son d'approximation bilabial et du palais mou. Lorsqu'il est suivi d'une voyelle consonne, il devient une diphtongue de type u, mais en coréen, l'élément /u/ affecte plus fortement la consonne précédente que la voyelle suivante, provoquant un arrondi de la consonne.
Selon l'harmonie vocalique du coréen, [wɐ] sonne comme si la voyelle ㅗ était ajoutée avant la voyelleㅏ. Puisqu'il s'agit d'une voyelle composée qui combine les voyelles positives « ㅗ » et « ㅏ », c'est toujours une voyelle positive, et la voyelle négative qui s'y oppose est ㅝ.

## Transcription latine
Que ce soit selon la version choisi par le ministère de la Culture et du Tourisme coréen (2000) ou selon la version McCune-Reischauer, ㅘ est retranscrit comme wa en alphabet latin.

## Représentation informatique
- Unicode :
  - ㅘ : U+3158[1]
  - ᅪ : U+116A